# Swetlana Walerjewna Wassiljewa
Swetlana Walerjewna Wassiljewa, geb. Trunowa (russisch Светлана Валерьевна Васильева, geb. Трунова, bei der FIBT Svetlana Vasilyeva; * 7. Juni 1983) ist eine russische Skeletonpilotin.

## Karriere
Die Moskauerin Swetlana Trunowa debütierte in der Saison 2004/05 im Skeleton-Weltcup. Bei ihrem ersten Rennen in Winterberg wurde sie 25.
Erstmals in vordere Platzierungen fuhr sie im Rahmen der Olympischen Spiele 2006. In Turin schaffte sie den elften Platz. In Nagano erreichte Trunowa im Januar 2007 dieselbe Platzierung. Noch erfolgreicher verliefen für sie die Skeleton-Europameisterschaft 2007 in Königssee, wo sie den siebten Platz belegte, und die Skeleton-Europameisterschaft 2008 in Cesana, bei der sie die Silbermedaille erringen konnte. Bei der WM 2008 in Altenberg wurde sie Zehnte.
Auch in den Wintern 2008/09 und 2009/10 nahm Trunowa regelmäßig am Weltcup teil, erreichte aber selten einstellige Resultate. Die jeweils herausragenden Saisonleistungen waren dritte Ränge 2008 in Igls und Cesana und 2009 in Winterberg. Ihre bisher beste Platzierung im Gesamtweltcup schaffte sie 2009/10 mit dem neunten Rang. Bei der Skeleton-Europameisterschaft 2009 in St. Moritz verpasste die Russin als Viertplatzierte nur um einen Rang eine Medaille. Auch in Igls erreichte sie 2010 bei der EM als Fünfte ein gutes Ergebnis. Trunowa nahm an den Olympischen Winterspielen 2010 in Vancouver teil, wo sie den 16. Platz belegte. In der Saison 2010/11 nahm sie an vier Weltcuprennen teil und erreichte dabei zwei Resultate in den Top 10. Im Gesamtklassement wurde sie 19.
Seit 2011 trägt sie nach Heirat den Nachnamen Wassiljewa. Im Winter 2011/12 trat sie zunächst im Intercontinentalcup an und belegte in den ersten vier Saisonrennen die Ränge 7, 5 und 6 und wurde einmal disqualifiziert. Daraufhin kam sie in den letzten beiden Saisonrennen des Europacups zum Einsatz, wo sie in Winterberg auf den dritten Rang fuhr und im Gesamtklassement noch 24. wurde. Danach folgten zwei Einsätze im Weltcup und zwei weitere Top-10-Plätze im Intercontinentalcup. Bei den Weltmeisterschaften 2012 belegte sie den 14. Platz. Auch in der Saison 2012/13 nahm sie an verschiedenen Rennserien teil. Ihre besten Platzierungen waren dabei im Nordamerikacup zweimal Rang 7 in Calgary, im Weltcup Rang 11 in Altenberg und im Intercontinentalcup Rang 4 ebenfalls in Altenberg. Sie nahm an der Skeleton-Weltmeisterschaft 2013 teil und belegte dort im Team Platz 9 und im Einzel Platz 11.
In der Saison 2013/14 war sie bei vier von acht Saisonrennen im Intercontinentalcup am Start und fuhr dabei einmal auf Rang drei. In der Gesamtwertung wurde sie damit 16.; in der zweiten Saisonhälfte kam sie nicht mehr zum Einsatz. Im Winter 2014/15 bestritt sie zunächst erneut ein Rennen im Intercontinentalcup, wo sie Siebte wurde, und startete anschließend bei allen acht Saisonrennen des Weltcups, wobei ihr bestes Ergebnis ein neunter Rang war und sie insgesamt 18. wurde.